# Altuntaş, Akşehir
Altuntaş là một thị trấn thuộc huyện Akşehir, tỉnh Konya, Thổ Nhĩ Kỳ. Dân số thời điểm năm 2011 là 2.023 người.